# Макс Ґумпель
Макс Ґумпель (швед. Max Gumpel, 23 квітня 1890 — 3 серпня 1965) — шведський ватерполіст і плавець.
Учасник Олімпійських Ігор 1908, 1912, 1920 років.
Срібний призер Олімпійських ігор 1912 року.
Бронзовий призер Олімпійських ігор 1920 року.